# Carlos Alberto Salcedo Ojeda
Carlos Alberto Salcedo Ojeda OMI (ur. 25 listopada 1960 w Comas) – peruwiański duchowny rzymskokatolicki, biskup pomocniczy Huancayo w latach 2016–2021, biskup diecezjalny Huancavélica od 2021.

## Życiorys
Święcenia kapłańskie otrzymał 6 stycznia 1996 w zgromadzeniu oblatów. Przez kilka lat pracował duszpastersko w zakonnych parafiach, a następnie pełnił funkcje m.in. radnego oblackiej delegatury w Peru, asystentem mistrza nowicjatu w Paragwaju oraz wikariuszem biskupim archidiecezji Huancayo dla Wikariatu III.
30 stycznia 2016 papież Franciszek mianował go biskup pomocniczym Huancayo ze stolicą tytularną Mattiana. Sakry biskupiej udzielił mu 17 kwietnia 2016 arcybiskup Pedro Barreto.
21 maja 2021 papież Franciszek przeniósł go na urząd biskupa diecezjalnego Huancavélica. Ingres odbył 18 lipca 2021.